# الاكمة (بردان)

تعديل مصدري - تعديل

الاكمة محلة تابعة لقرية بردان، التابعة لعزلة المكتب بمديرية جبلة إحدى مديريات محافظة إب في الجمهورية اليمنية، بلغ تعداد سكانها 45 حسب تعداد اليمن لعام 2004.